# New Minden (Illinois)
New Minden es una villa ubicada en el condado de Washington en el estado estadounidense de Illinois. En el Censo de 2010 tenía una población de 215 habitantes y una densidad poblacional de 269,52 personas por km².

## Geografía
New Minden se encuentra ubicada en las coordenadas 38°26′19″N 89°22′14″O / 38.43861, -89.37056. Según la Oficina del Censo de los Estados Unidos, New Minden tiene una superficie total de 0.8 km², de la cual 0.8 km² corresponden a tierra firme y (0%) 0 km² es agua.

## Demografía
Según el censo de 2010, había 215 personas residiendo en New Minden. La densidad de población era de 269,52 hab./km². De los 215 habitantes, New Minden estaba compuesto por el 99.53% blancos, el 0% eran afroamericanos, el 0% eran amerindios, el 0% eran asiáticos, el 0% eran isleños del Pacífico, el 0% eran de otras razas y el 0.47% pertenecían a dos o más razas. Del total de la población el 0% eran hispanos o latinos de cualquier raza.